# Antonius und Cleopatra

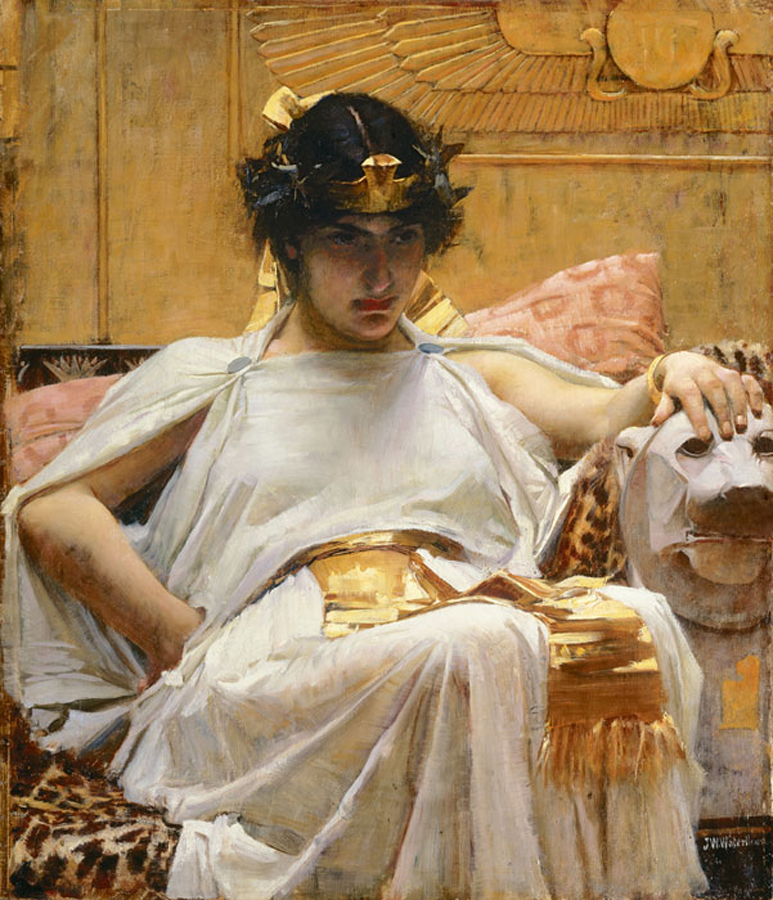
Cleopatra John William Waterhouse (1888)

Antonius und Cleopatra (frühneuenglisch The Tragedie of Antonie and Cleopatra) ist ein Schauspiel von William Shakespeare. Es handelt von der Liebe und dem tragischen Schicksal des römischen Generals Marcus Antonius und der ägyptischen Königin Kleopatra. Das zu den sogenannten Römerdramen gehörende Stück wurde von Shakespeare wahrscheinlich um 1606/1607 fertig gestellt und kann als eine Fortsetzung von Julius Caesar angesehen werden. Es spielt in Rom, Ägypten, Griechenland und Nordafrika und umfasst die historische Erzählzeit von ca. 10 Jahren, von Antonius’ Heirat mit Octavia 40 v. Chr. bis zum Selbstmord des Liebespaares 30 v. Chr. Shakespeares Hauptquelle waren Plutarchs Parallelbiographien in der englischen Übersetzung von Sir Thomas North aus dem Jahre 1579. Das umfangreiche und komplexe Werk war dem Theaterpublikum lange Zeit nur in Form stark verkürzter Nachdichtungen bekannt. Erst Mitte des 19. Jahrhunderts gab es zeitgleich in England und Deutschland textnahe Aufführungen. Es wird bis heute selten gespielt, wurde aber mehrfach verfilmt. Seit dem überschwänglichen Urteil Coleridges begeistern sich Kritiker vor allem für die Figur der Kleopatra. In der jüngeren Vergangenheit war das Stück Gegenstand von Untersuchungen zu Shakespeares Darstellung von Geschlechterdifferenz, kolonialer Herrschaft und den Anfängen des britischen Weltreiches.

## Handlung
In der Zeit des zweiten Triumvirats verliebt sich der Triumvir Marcus Antonius in die ägyptische Königin Kleopatra. In Ägypten erfährt er, dass die Armeen seiner Frau Fulvia und seines Bruders Lucius von Octavian geschlagen wurden und seine Frau tot sei. In Rom beklagt Oktavian gegenüber dem dritten Triumvir Lepidus, dass Antonius seine staatsmännischen Pflichten aufgegeben habe. Nach Antonius’ Rückkehr aber beschließen er und Oktavian, gemeinsam gegen Sextus Pompeius zu ziehen. Ihr Bund soll durch die Heirat von Antonius mit Oktavians Schwester Oktavia bekräftigt werden.
Ein ägyptischer Wahrsager prophezeit Antonius, er werde wieder nach Ägypten eilen und solle sich von Oktavian, dessen Glück höher steigen werde, fernhalten („Thy daemon, that thy spirit which keeps thee, […] / Is all afraid to govern thee near him“ [II.3.17 u. 27]). Kleopatra, die in Ägypten von Antonius’ Heirat erfährt, schlägt in einem Wutausbruch auf den Boten ein, trägt ihm aber dann auf, Oktavia aufzusuchen und ihr sodann über sie zu berichten. Pompeius schließt mit den drei Triumvirn Frieden und veranstaltet für sie ein schwelgerisches Abendessen auf seinem Schiff. Den Vorschlag seines Freundes Menas, die drei betrunkenen Triumvirn jetzt zu töten, lehnt er ab. Als der zurückgekehrte Bote Kleopatra eine unvorteilhafte Schilderung Oktavias gibt, erhält er diesmal Geld von der ägyptischen Königin.
Oktavian und Lepidus haben Pompeius besiegt, anschließend hat Oktavian Lepidus festgenommen. In Rom macht Octavian Stimmung gegen Antonius, der Kleopatra die Herrschaft über weite Teile des Ostens gegeben habe; seiner Schwester legt Oktavian offen, dass Antonius sich wieder mit Kleopatra verbunden hat. Entgegen dem Rat seines Generals, die überlegenen Landstreitkräfte zu nutzen, wählt Antonius die Entscheidung auf See, wo Octavians Truppen stärker sind; Kleopatra will Antonius mit ihren Schiffen beistehen. In der Seeschlacht behalten zunächst Antonius’ Schiffe die Oberhand; als jedoch Kleopatra mit ihrem Schiff die Flucht ergreift, folgt ihr Antonius und Octavian erringt den Sieg. Antonius fordert nun Octavian zum Kampf Mann gegen Mann heraus, worüber dieser nur lacht.
Am nächsten Tag wechselt Antonius’ Freund Enobarbus in Octavians Lager, bekommt dann aber Schuldgefühle („I am alone the villain of the earth“ IV.6.30) und will lieber sterben. Antonius hat sein verbliebenes Heer aufgestellt und siegt zu Lande, so dass Octavians Admiral Agrippa den Rückzug anordnet. Octavian sucht deshalb wieder die Entscheidung zur See. Antonius muss mit ansehen, wie die ägyptischen Schiffe auf die Seite Octavians wechseln. Nachdem Antonius deswegen Kleopatra heftige Vorwürfe gemacht hat, lässt sie ihm ausrichten, sie habe sich umgebracht, ihre letzten Worte seien „Antony, most noble Antony!“ (IV.15.30) gewesen, worauf dieser sich nach den Worten „The long day’s task is done, / And we must sleep.“ (IV.15.35f) in sein eigenes Schwert stürzt. Der sterbende Antonius erfährt, dass Kleopatra noch lebt und befiehlt, seinen Körper zu ihr zu tragen. Die beiden küssen sich ein letztes Mal und Antonius stirbt. Da Octavian plant, Kleopatra zu seinem Triumph nach Rom zu bringen, lässt sie sich einen Korb mit Giftschlangen bringen; sie drückt eine Schlange an ihre Brust, eine andere an ihren Arm und stirbt.

## Datierung und Textgeschichte

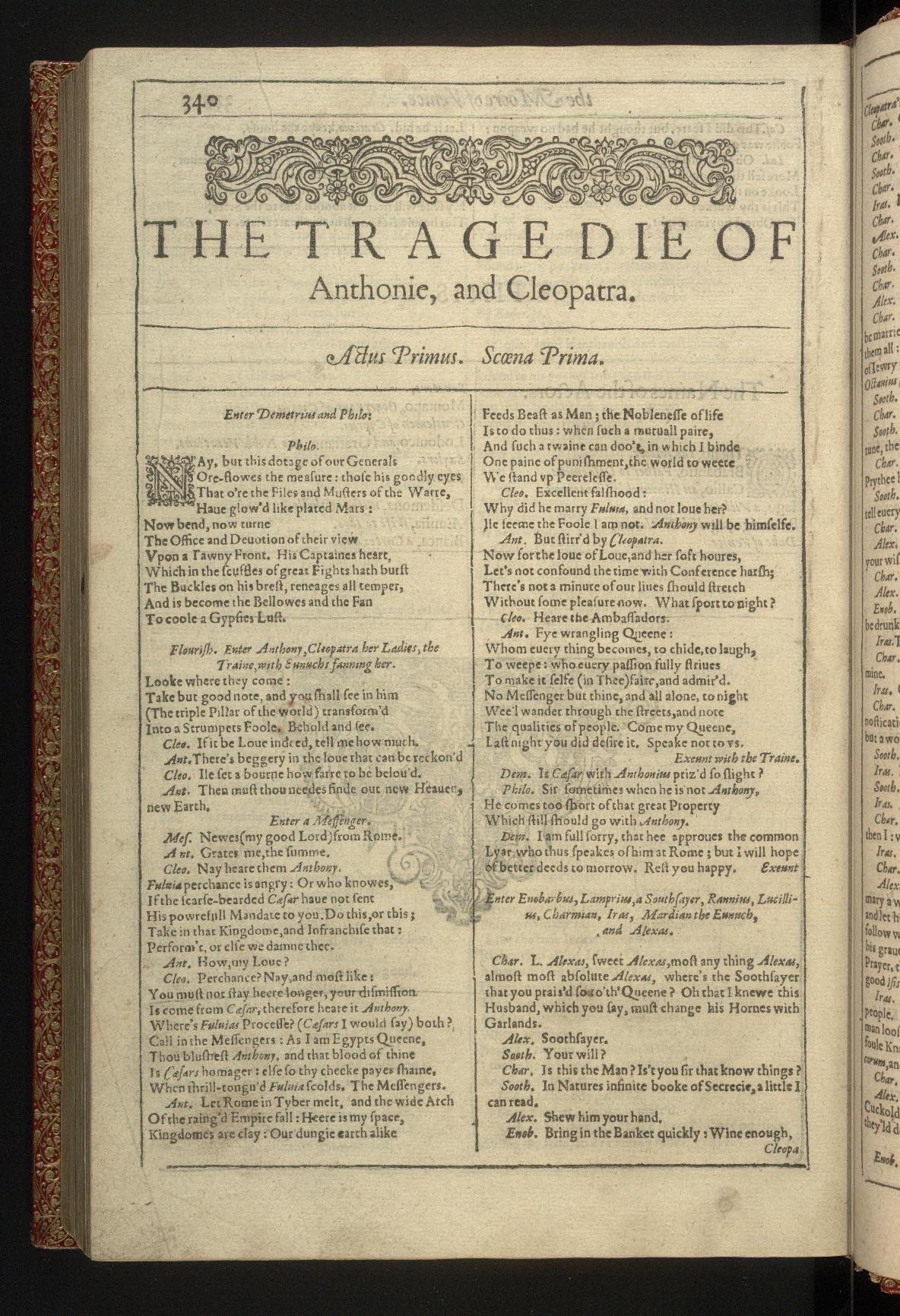
Erste Folio-Ausgabe von Antony and Cleopatra

Das genaue Entstehungsdatum des Werkes ist nicht mehr mit Sicherheit festzustellen. Der überwiegende Teil der heutigen Shakespeare-Forscher geht davon aus, dass dieses Stück vermutlich 1606/1607 unmittelbar nach Macbeth verfasst oder vollendet wurde. Im Mai 1608 erfolgte ein Eintrag in das Stationers’ Register; die einzige überlieferte frühe Druckfassung erschien 1623 in der ersten Folioausgabe von Edward Blount und Isaac Jaggard. Diese Druckversion gilt für heutige Ausgaben als alleinige autoritative Textgrundlage; einige Shakespeare-Editoren nehmen an, dass die Druckvorlage für die Folio-Ausgabe eine Abschrift von Shakespeares eigenhändigem Manuskript gewesen sein könnte.
Die durch den Eintrag des Buchhändlers und Verlegers Edward Blount (auch bekannt als Edward Blunt) 1608 angekündigte Druckausgabe ist nicht erhalten und wahrscheinlich auch nie erschienen. Möglicherweise handelte es sich bei diesem Eintrag nur um einen sogenannten blocking entry, mit dem die Druckrechte gesichert und denkbare Raubkopien unterbunden werden sollten.
In diesem Eintrag von Edw. Blunt im Stationers’ Register über A booke Called. Anthony. & Cleopatra, der zeitgleich mit einem zweiten Eintrag von Edw. Blount über The booke of Pericles Prynce of Tyre vorgenommen wurde, wird Shakespeare zwar nicht ausdrücklich als Verfasser genannt; es gilt jedoch als sehr unwahrscheinlich, dass Blunt sich gleichzeitig die Druckrechte für zwei nicht von Shakespeare verfasste, im Titel jedoch mit dessen Stücken identische Werke sichern konnte. Daher wird in der Shakespeare-Forschung allgemein davon ausgegangen, dass die Eintragung von Anthony and Cleopatra sich auf das in der Autorenschaft Shakespeares entstandene Drama bezieht und damit mit großer Sicherheit als sogenannter Terminus ante quem den spätestmöglichen Zeitpunkt der Entstehung dokumentiert. Einige Shakespeare-Gelehrte glauben jedoch, dass dieses Stück bereits deutlich früher fertiggestellt sein worden könnte. Für eine solche Annahme sprechen insbesondere einzelne in dieser Richtung deutbare intertextuelle Anspielungen oder Rückbezüge auf das Werk Shakespeares in Samuel Daniels revidierter Fassung seines Dramas Cleopatra (1594) aus dem Jahre 1607.
Eventuell wurde das Drama auch bereits Weihnachten 1606 oder Weihnachten 1607 bei Hofe aufgeführt.

## Literarische Vorlagen und kulturelle Bezüge
Als Hauptquelle für sein Drama nutzte Shakespeare das Material aus Plutarchs Parallelbiographien, das ihm aus der Übersetzung ins Englische von Sir Thomas North (Parallel Lives of the Greek and the Romans, 1579) vertraut war. Norths Übersetzung basierte ihrerseits auf der französischen Version von Jacques Amyot aus dem Jahre 1559. Shakespeare übernimmt aus Norths Vorlage sowohl das Handlungsgerüst als auch die grundsätzliche Figurengruppierung.
Obwohl er an einzelnen Stellen durchaus auch längere Passagen in wortgetreuer oder leicht abgewandelter Form übernimmt, dramatisiert Shakespeare Plutarchs narrative Ursprungsfassung, in der die Biografie des Antonius die längste der Parallelbiografien darstellt und äußert breit angelegt ist, durch eine strikte Konzentration auf die Beziehung zwischen den beiden Hauptcharakteren und Auslassung oder Kürzung in dieser Hinsicht irrelevanter Aspekte. So begrenzt Shakespeare etwa Plutarchs umfangreichen Bericht über die Feldzüge des Marcus Antonius auf eine kurze nebenläufige Anspielung; weitere bedeutsame historische Ereignisse, die Plutarch detailliert darstellt, bezieht Shakespeare überwiegend in Form von verkürzten Botenberichten als Hintergrundhandlung in sein Drama ein. Auf diese Weise bleibt zwar der Eindruck einer geschichtlichen Geschehensfülle erhalten; der historische Kontext des Übergangs der römischen Republik zum Kaiserreich liefert für Shakespeare in seiner Tragödie jedoch vor allem die Folie für den tragischen Untergang des Liebespaares. Zu diesem Zweck reduziert Shakespeare in seinem Drama die weltgeschichtlichen Momente und verschiebt ebenso bewusst die historischen Dimensionen, die in Plutarchs Vorlage überliefert werden.
Auch die moralischen Akzentuierungen, die Plutarch in seiner zwischen Missbilligung und eher widerstrebender Bewunderung schwankenden Geschichte des Antonius vornimmt, werden von Shakespeare entfernt oder zumindest ihrer Eindeutigkeit enthoben. So werden etwa die bei Plutarch hervorgehobenen grausamen oder zynischen Charakterzüge dieser Figur bei Shakespeare in den Hintergrund gerückt; stattdessen wird selbst in der Darbietung seiner ausschweifenden Lebensweise oder seiner Zechgelage von Shakespeare das Bild einer herkulischen oder dionysischen Gestalt gezeichnet.
Im Hinblick auf Cleopatra übernimmt Shakespeare im Gegensatz dazu die in der Plutarchschen Quelle angelegten Momente des ausfallend Weiblichen und überhöht die mysteriöse Faszination dieser Frauengestalt, beispielsweise in der übersteigerten Umformung der Todesszene aus der Vorlage in eine Apotheose der Liebenden bzw. der Liebe mit einer Verklärung des Todes.
Gleichermaßen werden die dramatische Szenenanlage mit einer raschen Folge von über vierzig Szenen, die genaue Ausprägung der zahlreichen individualisierten Charaktere des Stückes und das ägyptische und römische Kolorit ebenso wie die spezifisch sprachlich-imaginative Ausprägung des Werkes mit einer Vielzahl geflügelter Worte von Shakespeare eigenständig gestaltet.
Vorangegangene Bearbeitungen des Stoffes finden sich zudem bei Cinzio (um 1542), Étienne Jodelle (1552) und Robert Garnier (Marc Antoine, 1578) sowie in der englischen Adaption der Garnierschen Fassung unter dem Titel Antonius (1592) durch die Gräfin (Countess) Pembroke, die Schwester des berühmten Dichters und Dramatikers Sir Philip Sidney. Als Ergänzung zu Antonius verfasste darüber hinaus der Dichter und Lyriker Samuel Daniel, der dem Pembrokeschen Künstlerzirkel nahe stand, 1594 seine Tragödie Cleopatra, die er der Grafin Pembroke widmete. Mit relativ großer Sicherheit kann davon ausgegangen werden, dass Shakespeare zumindest einige dieser vorherigen Versionen des Stoffes kannte und ihm die zeitgenössische Tradition der Cleopatra-Darstellung geläufig war.
Während zuvor von der Antike bis zur Renaissance Cleopatra und Antonius als historische Gestalten überwiegend negativ als Verkörperung exzessiver Sinnesleidenschaft oder gar Wollust und Zerstörer des römischen Reiches betrachtet worden waren, zeichnete erstmals Geoffrey Chaucer in dem Anfangsabschnitt seines epischen Gedichts The Legend of Good Women ein positiveres Bild Cleopatras als einer «Liebesmärtyrerin». Auch die klassische Renaissancetragödie, in der das Schicksal des königlichen Paares zu den beliebtesten Themen zählte, steuerte zu einem positiven Wandel des überlieferten Cleopatra-Bildes bei, indem die moralisch-ethische Verurteilung dem Pathos der Liebenden untergeordnet wurde.
Neben diesen literarischen oder dramatischen Vorlagen greift Shakespeare in seinem Drama teils implizit, teils explizit auf mythologische Archetypen in der Gestaltung der beiden Hauptcharaktere zurück. Antonius wird mehrfach mit dem römischen Kriegsgott Mars verglichen (1.1.4; 2.2.6; 2.5.117) und Kleopatra mit Venus, der Göttin der Liebe, Schönheit und des erotischen Verlangens (2.2.210). Die mit diesen beiden Gottheiten verknüpfte mythische Vorstellungswelt, wie sie unter anderem von Homer oder Lukrez überliefert worden war, war seit der Zeit der Renaissance in England in weiten Kreisen wohl bekannt.

## Rezeptionsgeschichte und Werkkritik
Während in der heutigen Shakespeare-Kritik Antonius und Cleopatra nahezu einhellig zu den größten Dramen Shakespeares gezählt wird, ist über die Rezeption beim zeitgenössischen Publikum im Anschluss an die Werkentstehung nur sehr wenig bekannt, so dass verschiedene Shakespeare-Forscher und Editoren auf diesem Hintergrund vermuten, dass das Werk anfänglich nicht zu den beliebtesten Werken Shakespeares gehörte. Trotz des erkennbaren Einflusses auf das dramatische oder literarische Werk von Samuel Daniel und Barnabe Rich, der als Beleg für eine gewisse Wirksamkeit der Shakespeareschen Tragödie gedeutet werden kann, geriet das Werk nach Shakespeares Tod lange Zeit in Vergessenheit.
Nach dem Ende der Restaurationszeit wurde eine relativ freie, eher karge und im dramatischen Handlungsaufbau um rund zwei Drittel stark reduzierte Nachdichtung des Shakespeareschen Originals im neoklassischen Stil von John Dryden unter dem Titel All for Love, or the World Well Lost (1678) auf die Bühne gebracht. Diese Adaption Drydens mit ihrer Beschränkung der Szenen- und Handlungsfülle auf eine einheitliche Dramenstruktur und Begrenzung des Schauplatzes und der Handlungszeit auf Alexandrien und den letzten Tag im Leben des Liebespaares galt lange Zeit als eine der vorbildhaften Shakespeare-Bearbeitungen, wenngleich sie deutlich dem Publikumsgeschmack des 17. Jahrhunderts entsprach.
Die Shakespearesche Originalfassung mit ihrer Fülle von Handlungselementen oder Szenen und Charakteren wurde dagegen rund dreihundert Jahre lang von den Kritikern als schwer verständlich und problembehaftet angesehen, ungeachtet der immer wieder gerühmten Kunstfertigkeit und Originalität der sprachlichen Gestaltung des Werkes. So kritisierte beispielsweise der Schriftsteller, Kritiker und Bühnenautor Charles Gildon 1710 die fragmentarische und brüchige Struktur der Szenenabfolge („full of scenes strangely broken“) und der renommierte Dichter und Kritiker Samuel Johnson monierte in ähnlicher Weise den zerklüfteten, künstlerisch ungeschickten oder wenig sorgfältigen Handlungsaufbau der Shakespeareschen Originalfassung („produced without any art of connection or care to disposition“).
1759 übernahm der berühmte Schauspieler David Garrick in vier Aufführungen die Hauptrolle in einer weitgehend adaptierten und stark verkürzten Bearbeitung des Original-Stückes durch den bekannten Shakespeare-Gelehrten Edward Capell. In der Nachfolge trat der gleichermaßen bekannte Schauspieler John Philip Kemble 1813 in einer Bühnenversion des Stückes auf, die auf eher unbefriedigende Weise die Version Drydens mit dem Originaltext Shakespeare zu vermengen versuchte. Ebenso scheiterte ein weiterer Versuch, das Werk 1833 durch die Besetzung der Rolle des Antonius mit dem anerkannten Schauspieler William Charles Macready erfolgreich wieder aufleben zu lassen.
Trotz der Bewunderung der sprachlichen Schönheit und Imaginationskraft des Werkes in der Epoche der englischen Romantik beispielsweise durch den Dichter Samuel Taylor Coleridge, der Antony and Cleopatra zu Shakespeares „großartigstem Stück“ („Shakespeare’ most wonderful play“) erklärte, verschwand das Werk aus den Spielplänen der Theater. Weder die romantische Begeisterung für die lyrischen Qualitäten des Werks noch der Versuch einer opulenten, einigermaßen textgetreuen Inszenierung des Werkes 1849 oder die Lobeshymne des renommierten viktorianischen Schriftstellers und Kritikers Algernon Charles Swinburne auf das Stück im Jahre 1880 vermochten dafür zu sorgen, dass diese Tragödie einen festen Platz im Repertoire der Theater einnahm.
Erst wesentliche Fortschritte in der Entwicklung der Bühnentechnik und ein späterer Wandel im Inszenierungsstil mit einer Rückwendung zur pausenlosen Aufführungspraxis des elisabethanischen Theaters und damit verbunden einer Lösung des Problems des häufigen Schauplatzwechsels leiteten eine Wende in der Rezeptions- und Bühnengeschichte des Werkes zu Beginn des 20. Jahrhunderts ein.
Um die Jahrhundertwende wurden erfolgreiche weitgehend werkgetreue Fassungen und Inszenierungen von Edward Frederic Benson und Herbert Beerbohm Tree gespielt und 1922 eine bedeutsame moderne Interpretation des Stückes durch den Schauspieler und Regisseur Robert Atkins (1886–1972) auf die Bühne gebracht.
Im weiteren Verlauf des 20. Jahrhunderts wuchs das Interesse der Kritiker und Interpreten an Antonius und Cleopatra, obwohl das Stück in der Theaterwelt bedingt durch seine Länge, die Vielzahl der Szenen und den oftmals nur durch Botenberichte vermittelten Fortgang der Handlung nach wie vor als schwer spielbar eingeschätzt wird.
Jüngere Aufführungen lassen eine Tendenz zu einer stärkeren Ausspielung der orientalischen Atmosphäre des Werkes erkennen, wobei zugleich im Gegensatz zu der vergangenen opulenten und äußerst dekorativen Inszenierungspraxis heute eher minimalistisch ausgerichtete Aufführungen vorherrschend sind, wie sie erstmals in den Inszenierungen der Royal Shakespeare Company unter der Regie von Trevor Nunn sowie in der Produktion von Peter Brook 1978 in Stratford zu finden waren. Diesem Trend widersetzte sich allerdings der Theater- und Filmregisseur Peter Hall mit seiner üppigen Inszenierung 1987 im National Theatre in London. Zu den anerkannten Inszenierungen dieser Zeit zählt auch die Aufführung des Werkes unter der Regie von Adrian Noble 1981 im Londoner Pit Theatre mit Helen Mirren in der Rolle der Kleopatra. Eine erneute Aufführung mit Helen Mirren in der weiblichen Hauptrolle unter der Regie von Sean Mathias am National Theatre 1998 wurde von den Kritikern dagegen als desaströs verrissen.
Die Tatsache, dass Antony and Cleopatra im englischsprachigen Theater heute auf dem festen Spielplan zahlreicher Bühnen steht, ist laut dem deutschen Shakespeare-Forscher Ulrich Suerbaum vor allem dem Umstand geschuldet, dass dieses Werk zu den wenigen Shakespeare-Stücken zählt, die sowohl eine männliche wie auch eine weibliche „Paraderolle“ enthalten und in denen die weibliche Hauptrolle der männlichen umfangmäßig nahezu gleichkommt. Nicht zuletzt aus diesem Grunde bot dieses Drama Suerbaum zufolge zahlreichen bekannten Schauspielerpaaren wie Laurence Olivier und Vivien Leigh (1951) oder Michael Redgrave und Peggy Ashcroft (1953) sowie Timothy Dalton und Vanessa Redgrave oder Ralph Fiennes und Sophie Okonedo (2018) die Möglichkeit zu einem Glanzauftritt.
Im deutschsprachigen Theater fanden die Aufführungen erst in der Mitte des 19. Jahrhunderts statt: 1852 wurde das Werk in einer deutschen Übersetzung erstmals in Dresden und 1854 in Wien gespielt. Eine weitere monumentale Inszenierung des Werkes in Wien durch den österreichischen Regisseur und Intendanten Franz von Dingelstedt zeigte die durchaus vorhandene Theaterwirksamkeit des Stückes. Da allerdings im Gegensatz zu den anderen Werken Shakespeares bei diesem Drama die Anzahl poetisch angemessener oder bühnenwirksamer Übersetzungen begrenzt ist, hat Antonius und Cleopatra in den Spielplänen der deutschen Bühnen nicht das gleiche Gewicht wie die übrigen großen Tragödien Shakespeares, wenngleich einzelne Aufführungen wie etwa die unter der Regie von Saladin Schmitt 1939 im Schauspielhaus Bochum durchaus erfolgreich waren.
Samuel Barber vertonte die Tragödie als Oper, die Uraufführung fand 1966 zur Eröffnung der neuen Metropolitan Opera in New York statt.

## Textausgaben
Englisch
- „The Tragedie of Anthonie and Cleopatra“, in: Charlton Hinman, Peter W. M. Blayney (Hrsg.): The Norton Faksimile. The First Folio of Shakespeare. Based on the Folios in the Folger Library Collection. 2. Auflage, W.W. Norton, New York 1996, ISBN 0-393-03985-4, S. 848–876 (Faksimilezählung), S. 340–368 (Foliozählung).

- Jonathan Bate, Eric Rasmussen (Hrsg.): William Shakespeare: Antony and Cleopatra. The RSC Shakespeare. MacMillan, London 2009, ISBN 978-0-230-57618-6
- Anthony Bevington (Hrsg.): William Shakespeare: Antony and Cleopatra. New Cambridge Shakespeare. Cambridge University Press, Cambridge 1990. ISBN 978-0-521-61287-6
- Ania Loomba (Hrsg.): William Shakespeare. Antony and Cleopatra. Norton Critical Editions. W. W. Norton & Company, New York 2011, ISBN 978-0-393-93077-1
- Michael Neill (Hrsg.): William Shakespeare: Antony and Cleopatra. Oxford Shakespeare. Oxford University Press, Oxford 1994. ISBN 978-0-19-953578-1
- John Wilders (Hrsg.): William Shakespeare: Antony and Cleopatra. The Arden Shakespeare. Third Series. Routledge, London 1995. ISBN 978-1-904271-01-7

Deutsch
- Wolf Graf Baudissin: „The Tragedy of Anthony and Cleopatra“ – „Antonius und Cleopatra“, in: Achim Apell (Hrsg.): William Shakespeare. Sämtliche Werke. Englisch-Deutsch. Zweitausendeins, Frankfurt 2010, ISBN 978-3-86150-838-0, Bd. II, S. 2513–2605.
- Dimiter Daphinoff (Hrsg.): William Shakespeare: Antony and Cleopatra. Englisch-Deutsche Studienausgabe. Stauffenburg, Tübingen 1995, ISBN 978-3-86057-542-0.
- Frank Günther (Hrsg.): William Shakespeare: Antonius und Kleopatra. Zweisprachige Ausgabe. Deutscher Taschenbuch Verlag, München 2003, ISBN 3-423-12756-2